# Port lotniczy Redcliffe
Port lotniczy Redcliffe (IATA: RCL, ICAO: NVSR) – port lotniczy położony na wyspie Ambae (Vanuatu).